# Justice de paix au Luxembourg
Pour les autres articles nationaux ou selon les autres juridictions, voir Justice de paix.

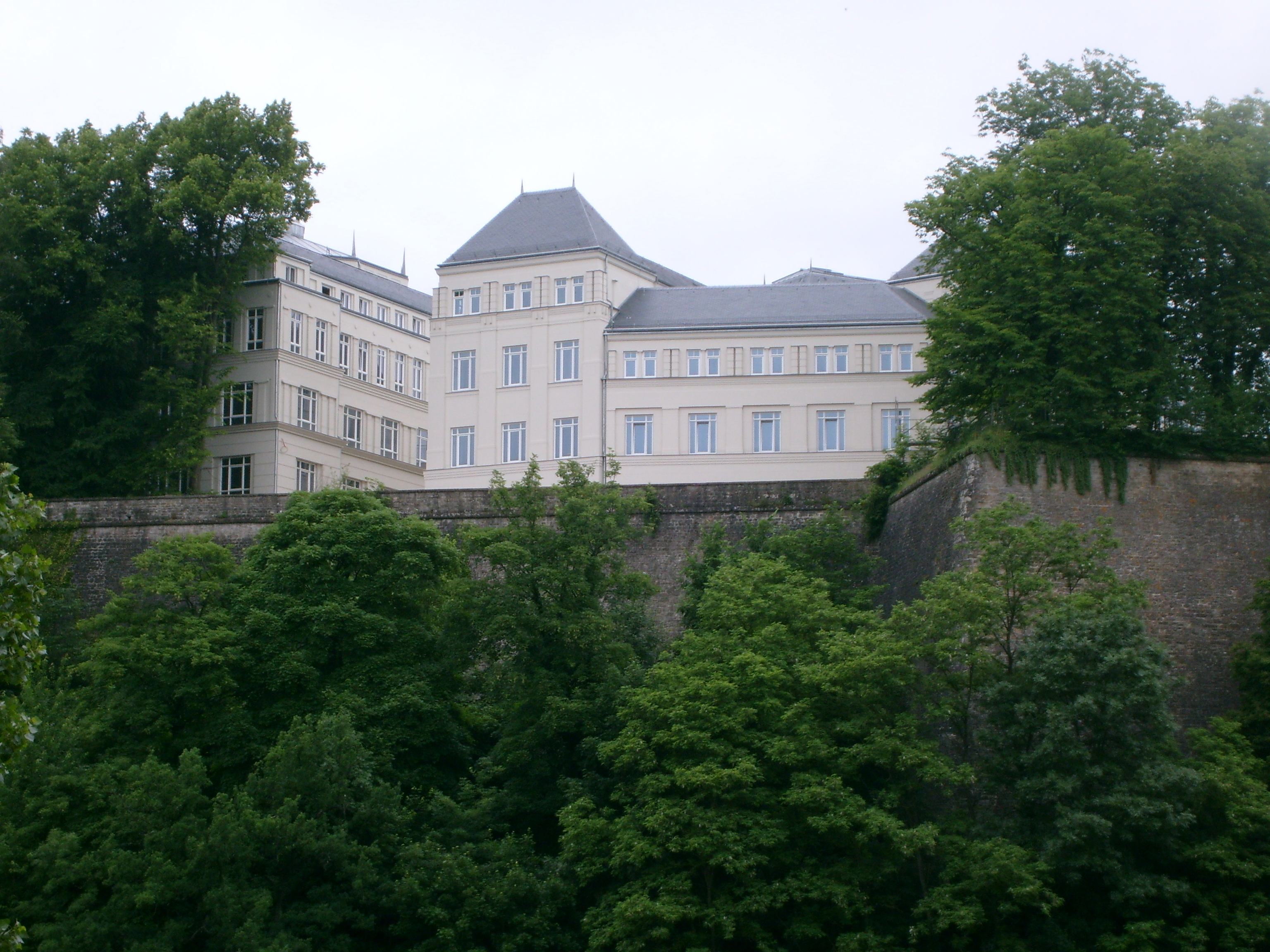
Le bâtiment où siège la justice de paix de Luxembourg, dans la cité judiciaire.

Au Luxembourg, la Justice de paix est le premier échelon de la hiérarchie judiciaire grand-ducale.

## Histoire
L'organisation actuelle de la justice de paix au Luxembourg en trois instances locales a été mise en place par la loi du 12 avril 1972 « portant réorganisation des justices de paix », avant cette date chacun des 12 cantons possédait sa justice de paix.

## Compétences
Les justices de paix ont trois compétences.
- Le tribunal de paix, traite les demandes de justice concernant les affaires civiles et commerciales inférieures à 10 000 € sauf exceptions (saisies-arrêts, affaires de bail à loyer, etc.) ;
- Le tribunal de police traite les affaires pénales ;
- Le tribunal du travail pour toutes les affaires relevant des contrats de travail et d'apprentissage.

Le tribunal de paix a un rôle de conciliation, avec pour but de régler les conflits à l'amiable.

## Organisation

### Organisation territoriale
Le Luxembourg est subdivisé en trois justices de paix depuis 1972, jusqu'à cette date chaque canton possédait une justice de paix.
Les trois justices de paix sont :
- Pour l'arrondissement judiciaire de Luxembourg :
  - la justice de paix de Luxembourg, qui comprend les cantons de Grevenmacher, Luxembourg, Mersch et Remich ainsi que les communes de Garnich, Habscht, Kehlen, Koerich, Kopstal, Mamer et Steinfort issues du canton de Capellen ;
  - la justice de paix d'Esch-sur-Alzette, qui comprend le canton d'Esch-sur-Alzette et les communes de Käerjeng et Dippach issues du canton de Capellen ;
- Pour l'arrondissement judiciaire de Diekirch :
  - la justice de paix de Diekirch, qui comprend les cantons de Clervaux, Diekirch, Echternach, Redange, Vianden et Wiltz.

### Composition
Chaque justice de paix est constituée d'un juge de paix directeur, d'un juge de paix adjoint et de trois à quinze juges de paix selon la justice de paix.